# Distretto di Phu Sang
Il distretto di Phu Sang (in thailandese: ภูซาง) è un distretto (amphoe) della Thailandia, situato nella provincia di Phayao.